# Firmentarifvertrag
Firmen-, Unternehmens-, Haus- oder Werktarifvertrag sind Begriffe, die sich zur Beschreibung eines Tarifvertrages, der von einem einzelnen Unternehmen mit einer Gewerkschaft abgeschlossen wird, eingebürgert haben. Im Tarifvertragsgesetz kommen diese Termini nicht vor.
In Firmentarifverträgen können, wie in Branchen- oder Verbandstarifverträgen, alle Normen, „die den Inhalt, den Abschluss und die Beendigung von Arbeitsverhältnissen sowie betriebliche und betriebsverfassungsrechtliche Fragen ordnen können“ (§ 1 Tarifvertragsgesetz), vereinbart werden. Firmentarifverträge schließen beispielsweise die IG Metall mit der Volkswagen AG, die Vereinte Dienstleistungsgewerkschaft (ver.di) mit IBM und die IG Bergbau, Chemie, Energie mit den großen Mineralölkonzernen ab.

## Bedeutung
In Deutschland spielten Firmentarifverträge bis zur Jahrhundertwende eine untergeordnete Rolle. Insbesondere nach der Wiedervereinigung bevorzugten in Ostdeutschland zahlreiche nichtverbandsgebundene Unternehmen den Firmentarifvertrag. 2018 galten für sieben Prozent der Arbeitnehmer in Westdeutschland und elf Prozent in Ostdeutschland Firmentarifverträge. Die Zahl der Unternehmen mit Firmentarifverträgen ist von 6.415 im Jahr 2000 auf 11.466 im Jahr 2017 gestiegen, davon 8.738 in West- und 2.728 in Ostdeutschland.
Sofern ein Firmentarifvertrag zur Kostensenkung gegenüber einem Flächentarifvertrag geschlossen werden soll, ist neben dem Austritt aus dem Arbeitgeberverband auch die  Nachwirkung des alten Tarifvertrages zu berücksichtigen.

## Anerkennungstarifvertrag
Firmentarifverträge werden oft als Anerkennungstarifverträge ausgestaltet, d. h., es wird die Anwendung des für den betreffenden Wirtschaftszweig geltenden  Flächentarifvertrages vereinbart. Anerkennungstarifverträge dienen dazu, mangels Verbands(voll)mitgliedschaft nicht tarifgebundene Arbeitgeber einem Flächentarifvertrag zu unterwerfen. Der von Gewerkschaften gewünschte Beitritt des Arbeitgebers zum Arbeitgeberverband, um diesen an den Flächentarifvertrag zu binden, lässt sich mit Mitteln des Arbeitskampfes nicht durchsetzen; ein Beitrittszwang würde den Arbeitgeber in seinem Grundrecht auf negative Koalitionsfreiheit gem. Art. 9 Abs. 3 GG verletzen, ein etwaiger darauf gerichteter Streik wäre rechtswidrig.